# Чуанг Мулуен
Чуанг Мулуен (кин: 庄慕伦, романизовано Chuang Mu-lun; 6. фебруар 2001) тајвански је пливач чија ужа специјалност су трке леђним стилом.

## Спортска каријера
Чуанг је дебитовао на међународним такмичењима на Азијским играма 2018. у Џакарти, где је оставрио неколико солидних резултата у појединачним и штафетним тркама. Пар месеци касније освојио је високо пето место у финалу трке на 200 леђно на Олимпијским играма младих у Буенос Ајресу, а серију солидних резултата наставља и на Светском првенству у малим базенима у Хангџоуу.
На светским првенствима у великим базенима је дебитовао у корејском Квангџуу 2019, где се такмичио у све три појединачне трке леђним стилом (40. место на 50 леђно, 41. на 100 леђно и 35. место на 200 леђно) и обе мешовите штафете (25. у мушкој и 24. место у микс штафети).